# Paranepanthia aucklandensis
Paranepanthia aucklandensis är en sjöstjärneart som först beskrevs av Jean Baptiste François René Koehler 1920.  Paranepanthia aucklandensis ingår i släktet Paranepanthia och familjen Asterinidae.
Artens utbredningsområde är havet kring Nya Zeeland. Inga underarter finns listade i Catalogue of Life.